# Sieniawa

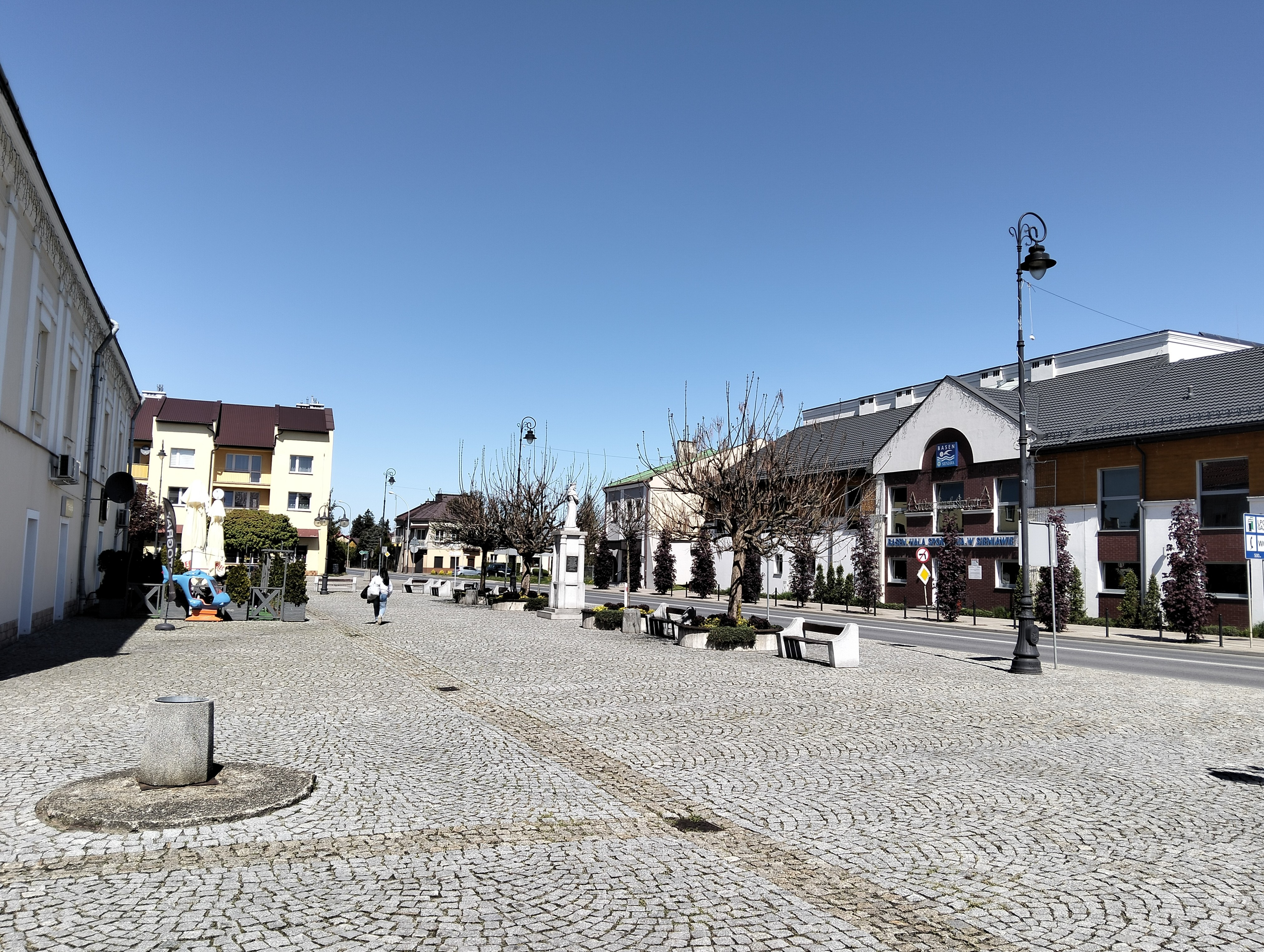
Rynek w Sieniawie

Sieniawa – miasto w Polsce w województwie podkarpackim, w powiecie przeworskim, siedziba gminy miejsko-wiejskiej Sieniawa. Położone w Dolinie Dolnego Sanu, w południowej części Kotliny Sandomierskiej, w historycznej ziemi przemyskiej. W latach 1975–1998 miasto administracyjnie należało do województwa przemyskiego.
Według danych GUS z 1 stycznia 2024 r. miasto liczyło 2007 mieszkańców, będąc 43. najludniejszym miastem w województwie.

## Geografia
Miasteczko jest położone 2 km od Sanu w pięknej okolicy o dużych walorach przyrodniczych. Na północy i wschodzie ciągną się wielkie połacie lasów sieniawskich, teren na północy jest falisty i pagórkowaty, pokryty resztkami lasów dawnej puszczy sandomierskiej. Tereny wschodnie w kierunku Oleszyc są pokryte wielkim kompleksem leśnym o szerokości 20 km. Na północnych krańcach Leżachowa wznosi się wzgórze „Kamień” (195 m n.p.m.), a w kierunku Dobrej jest wzniesienie zwane „Sławgórą” (224 m n.p.m.). W XVIII wieku koryto Sanu znajdowało się obok miasteczka, czego dowodem są starorzecza i mokradła. W XIX wieku dokonano regulacji rzeki przesuwając jej koryto średnio o 1,5 km na zachód.

## Historia
Osadnictwo na terenie sieniawskim na podstawie badań archeologicznych jest datowane na ok. 4000 lat p.n.e. Były to osady i gródki w okresie kultury łużyckiej, a później pod wpływem kultury rzymskiej. Wykorzystywały one wzniesienia i pagórki na podmokłym i trudno dostępnym terenie. Świadczą o tym wykopaliska w Dybkowie, Leżachowie, Czerwonej Woli, Piganach, Wylewie i Piskorowicach. W 1874 roku odkryto cmentarzysko pod lasem zwanym „Koty”, obok Wylewy. Inne cmentarzyska odkryto na pagórkach przeciętych strumykiem Czerniawką pomiędzy Dybkowem i Leżachowem. Między III w. p.n.e. a V w. n.e. na tych terenach występowała kultura przeworska.
Tereny, na których powstała Sieniawa, od roku 981 wchodziły w skład Rusi Kijowskiej. Po rozpadzie dzielnicowym weszły w skład Księstwa Halickiego. Ziemie Księstwa Halickiego od początku (a także na długo przed jego powstaniem) było miejscem politycznego współzawodnictwa Węgier i Polski.
Po zamordowaniu księcia Bolesława Jerzego ziemie te weszły na długi czas (niektóre ponownie) w skład państwa polskiego jako województwo ruskie (później podzielone) ze stolicą we Lwowie, 1340-1772.
W XV wieku obszar obejmujący dzisiejszą Sieniawę był częścią Rusi Czerwonej.
Od XV do XVIII wieku powstały nowe niewielkie osady. Najstarsza wzmianka o Dybkowie pochodzi z XV wieku. Przydatnym źródłem archiwalnym do poznawania historii XVI i XVII wieku są regestra poborowe; regestr z roku 1515 tak opisuje wieś Dybków; („Dipkow, lan,4,tab.vect.gr.6.”), a regestr z roku 1589 opisuje: („Dypkow, lan.4½,taber.2,lan. 1,hort.c.agr.18,ing.c.pec.5,ing.paup.4,hidraulus.”).
W 1650 roku w Dybkowie została zbudowana forteca „Sieniawa” nazwana od nazwiska jej założyciela Mikołaja Sieniawskiego, a w latach 1664–1680 wzniesiono fortyfikacje. Miasto zostało założone w 1672 roku, a w 1676 roku Sieniawa otrzymała prawa miejskie. Następnym właścicielem był syn założyciela Adam Mikołaj Sieniawski, którego córka Zofia Czartoryska z Sieniawskich została w 1731 roku wydana za Augusta Czartoryskiego. Od 1734 r. Sieniawa stała się własnością Czartoryskich.
W latach 1772–1918 miejscowość znajdowała pod zaborem austriackim. Sieniawa stała się częścią Królestwa Galicji – państwa (w praktyce prowincji i kraju koronnego) na terytorium Galicji, w latach 1772–1918 wchodzące w skład (kolejno): Monarchii Habsburgów, Cesarstwa Austriackiego i Austro-Węgier.
Czartoryscy gościli w Sieniawie wielu znakomitych ludzi. W XIX wieku pałac stanowił centrum intelektualne i kulturalne tego rejonu Polski. Lubił bywać tu Julian Ursyn Niemcewicz, któremu podobało się również i to, że życie nie było tutaj zbytnio związane etykietą, konwenansami i przyjęciami.
W 1792 roku odwiedził pałac Tadeusz Kościuszko. Zofia Zamoyska – córka Adama Kazimierza i Izabeli z Flemingów tak pisała w swoich wspomnieniach: ... moi rodzice emigrowali do swych dóbr położonych w Galicji. Za naszym przybyciem do Sieniawy wszystko wydawało się smutnym. Dobra te, od dawna niezamieszkałe, posiadały dom wielce niesposobny na to, aby nas wszystkich pomieścić – wszelako urządzono sie niebawem. Korpus pałacu był wygodny, moi rodzice dobrze byli umieszczeni, my zaś wszyscy bardzo niewygodnie, że nie można gorzej (...), ale goście się zjeżdżali, starano się pocieszyć i rozerwać w smutku, nie stracono nadziei... Kościuszko, który stawał się coraz popularniejszy, bo dał się poznać z waleczności w ostatniej kampanii, a jego szlachetny i czysty charakter jednał mu ogólną cześć i miłość, przybył po ostatniej klęsce do Sieniawy, schronił się do mojego ojca, w domu, którego był wychowańcem. Stał się wnet bożyszczem wszystkich, a łącząc z najwyższymi przymiotami duszy i umysłu dobroć, prostotę, bawił się codziennie z nami, wymyślał różne gry, śmiał się serdecznie, droczył się ze mną, a ja czułam się dumną z jego przyjaźni.
Z kolei Józef Szymanowski pisał: Kościuszko widziany tu jest od wszystkich z ukontentowaniem. Jeden przez drugiego oddaje hołd winny cnocie i męstwu.
W 1879 roku w Sieniawie urodził się Israel Goldfarb, który w 1893 roku wyemigrował do Nowego Jorku. Kantor, kompozytor melodii do tekstu modlitwy „Shalom alechem malache ha-sharet”, którą opublikował w 1918 razem z bratem Samuelem Eliezerem (również urodzonym w Sieniawie w 1891 roku). Zmarł w 1967 roku w Nowym Jorku (Brooklyn).
W 1892 roku urodził się Marian Jan Raganowicz (zm. wiosną 1940 w Charkowie) – pułkownik piechoty Wojska Polskiego, ofiara zbrodni katyńskiej.
Podczas I wojny światowej miasto zostało doszczętnie zniszczone  w wyniku działań wojennych w latach 1914-1915.

Zniszczenia w trakcie I wojny światowej
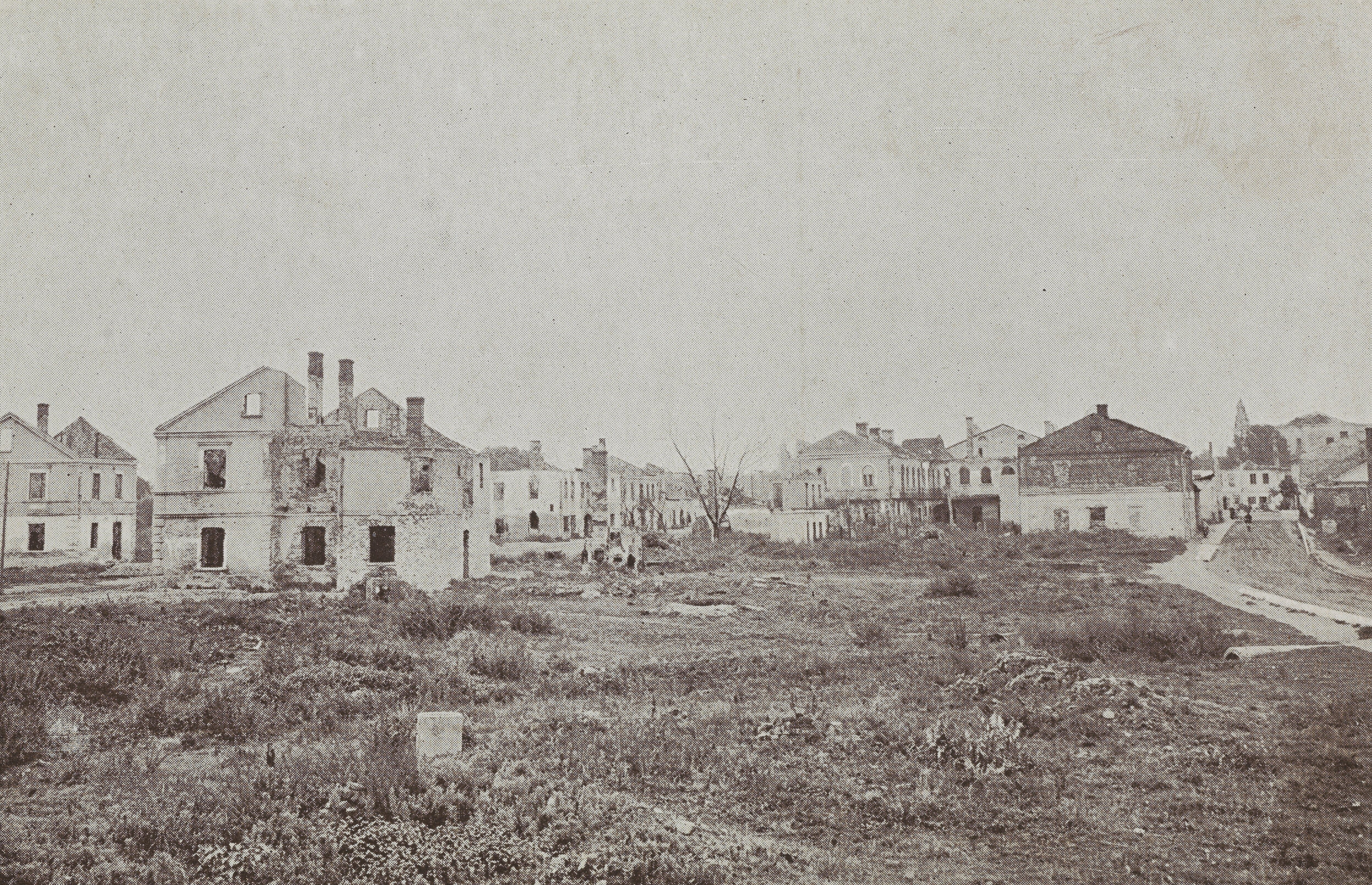
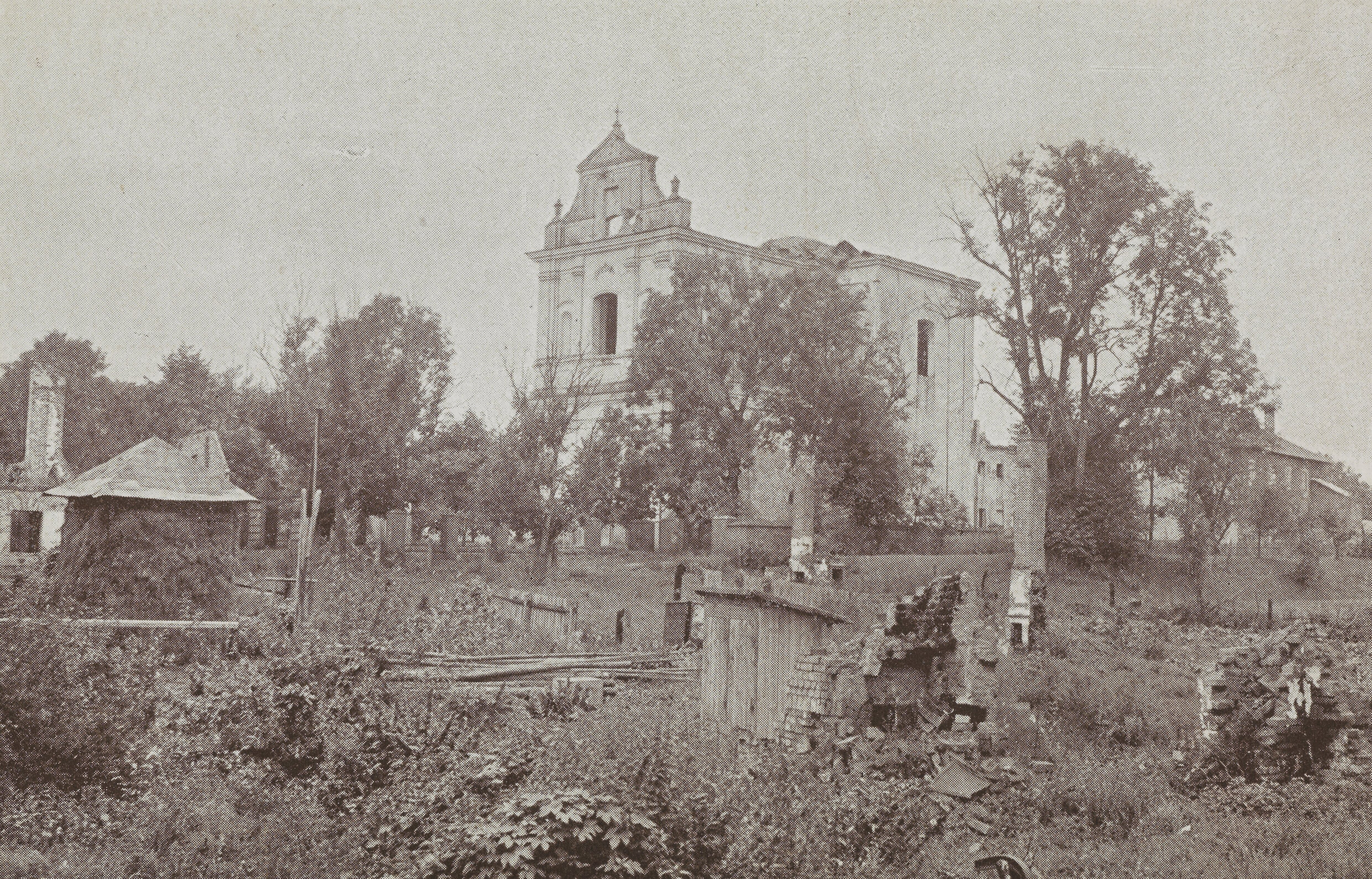
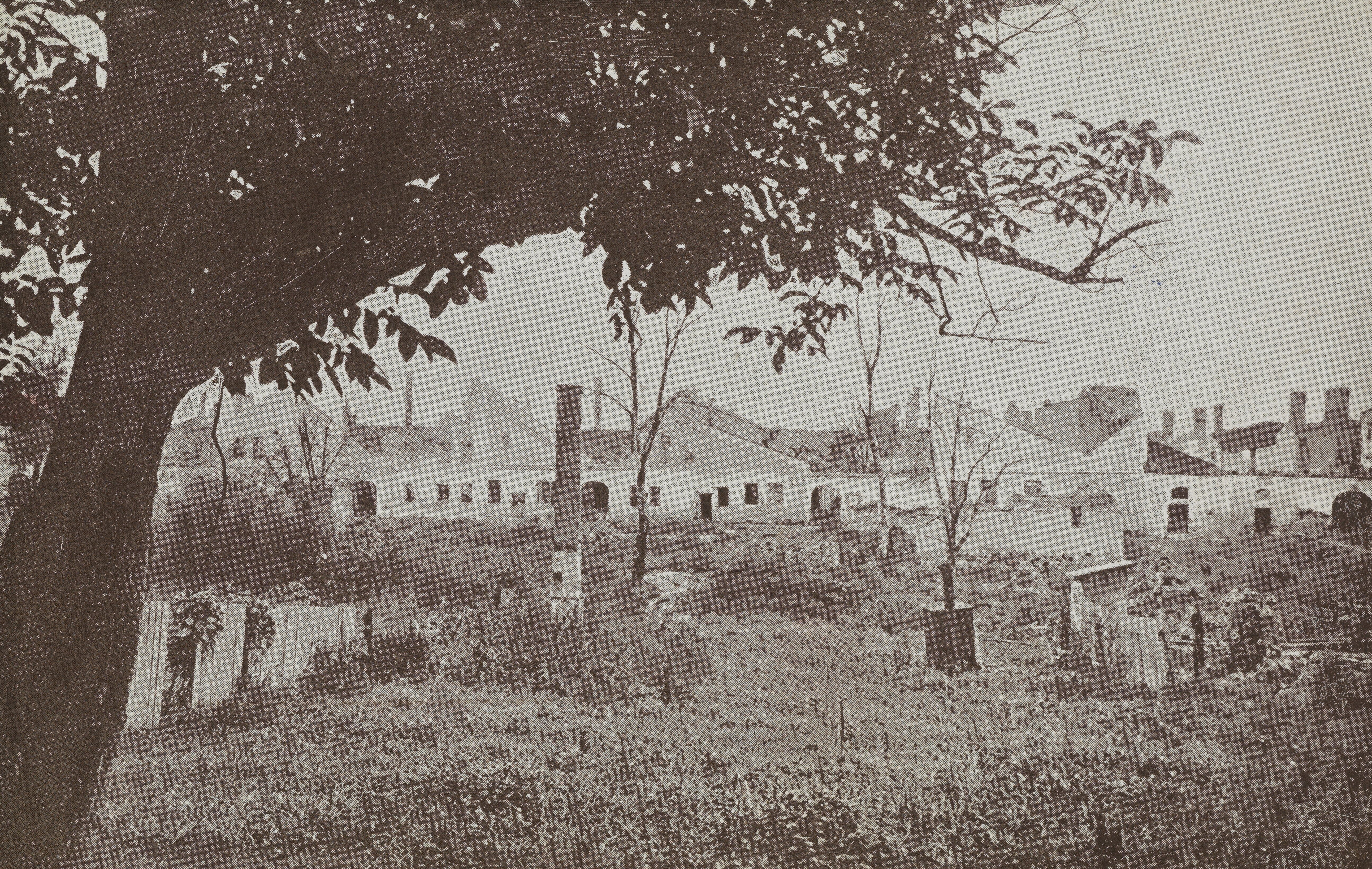
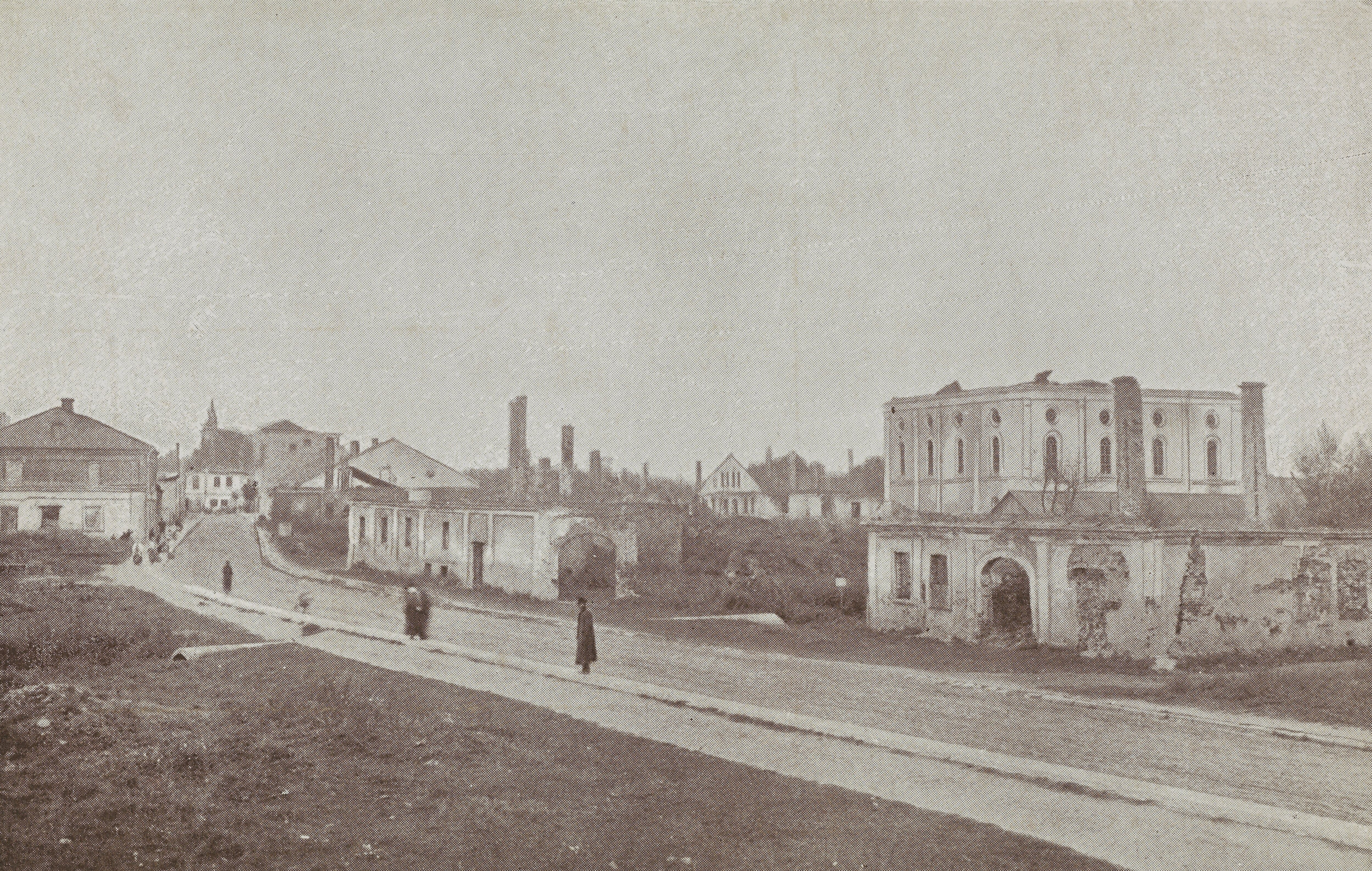
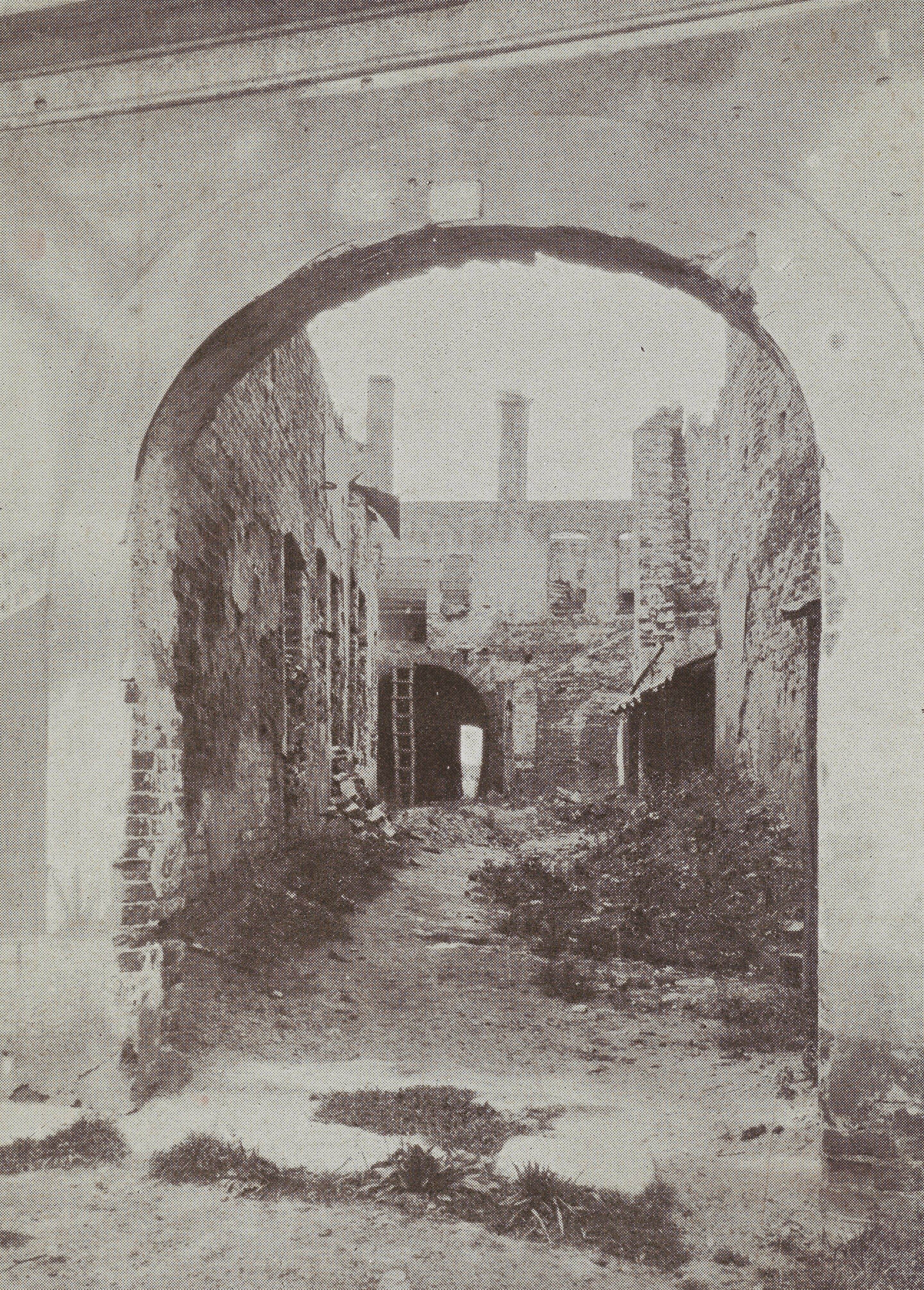

W II Rzeczypospolitej miejscowość w powiecie jarosławskim województwa lwowskiego.
W latach 1941–1942 Niemcy, którym pomagała Ukraińska Policja Pomocnicza, urządzili tu getto dla ok. 6000 Żydów. Zgładzili ich tutaj lub w obozach zagłady. W latach 1943–1945 nacjonaliści ukraińscy z OUN-UPA zamordowali w mieście lub jego pobliżu 35 Polaków. W latach 1943–1947 Sieniawa była schronieniem przed atakami UPA dla wielu mieszkańców okolicznych wiosek. W latach 1940–1941 i 1944 funkcjonował rejon sieniawski.
W 1944 roku w Sieniawie Niemcy zgromadzili oddziały użyte w akcji antypartyzanckiej pod Dąbrowicą.
W 1962 roku odsłonięto pomnik działaczy PPR, którzy zostali zabici w Sieniawie w 1942 roku przez podziemie.
W 1981 roku na budynku Rejonowego Urzędu Spraw Wewnętrznych wmurowano tablicę pamiątkową ku czci 8 funkcjonariuszy MO i ORMO poległych na terenie miasta i gminy w latach 1946–1947.
W 1990 roku w ramach ogólnopolskiej reformy samorządu terytorialnego przywrócono urząd burmistrza. Po 1990 roku burmistrzami Miasta i Gminy Sieniawa byli: Franciszek Woś i Wacław Mikulski, od 2006 do 2024 roku Adam Woś, a od 2024 roku Witold Mrozek.

## Kościół
Kościół w Dybkowie ufundowali w 1571 roku Jan Kostka i Zofia ze Sprowy Odrowążówna. W 1602 roku została erygowana parafia w Dybkowie; w 1624 roku podczas najazdu tatarskiego kościół został zniszczony. Następny kościół zbudowano w 1629 roku.
Po uzyskaniu praw miejskich wybudowano drugi kościół, drewniany. Na jego miejscu w latach 1719–1749 został zbudowany murowany kościół pw. Wniebowzięcia Najświętszej Marii Panny, a w 1754 roku dobudowano klasztor dla dominikanów. Pierwszy kościół (fara) w 1744 roku był już mocno zniszczony i w 1753 roku zbudowano murowany pw. św. Jana Chrzciciela, który został konsekrowany w 1777 roku przez biskupa przemyskiego Wacława Hieronima Sierakowskiego. W 1772 roku Sieniawa znalazła się pod austriackim zaborem. Austriacy prowadzili politykę ingerencji w sprawy kościoła, dlatego w 1788 roku skasowali klasztor dominikanów, a kościół został zmieniony na parafialny.
Pierwszy kościół został w 1778 roku przez Austriaków zamieniony na cerkiew pw. Podwyższenia Krzyża Świętego, parochia greckokatolicka Sieniawa posiadała też cerkiew filialną w Rudce. Schematyzm Greckokatolickiej Eparchii Przemyskiej na rok 1830 tak wzmiankował parochię: (Sieniawa Oppid. Parochia. Eccl. ad Exalt. S. Crucis. Patronus Titl. Cels. Princeps Adamus Czartoryski. Parochus Cyprianus Chotyniecki natus 1803, ord. 1826. In Matre cum Dybkow †, Num. Anim. Gr. Cath. 464. Filiali Wyliwa 310. Rudka c. Eccl. ad Obdormit. B.M.V. 390. Summa 1164.). Parochia istniała do 1945 roku.
Kościół parafialny rzymskokatolicki został konsekrowany 10 września 1890 roku przez biskupa sufragana przemyskiego Jakuba Glazera. Podczas I wojny światowej kościół został zniszczony, w 1923 roku został odbudowany. W 1952 roku zbudowano ołtarz główny, a trzy lata później ołtarze boczne; w 1954 roku Stanisław Jakubczyk wykonał polichromie. Obecnie parafia Sieniawa posiada kościoły filialne w Piganach i Leżachowie. Parafia przynależy do dekanatu sieniawskiego.
Na początku XIX wieku wzmiankowana była w Schematyzmach Diecezji Przemyskiej z lat 1810–1820 kaplica pałacowa, której kapelanem był ks. Jan Krasnodębski: (Capella ad Aulam Cellisimi Princip Czartoryski).

## Oświata

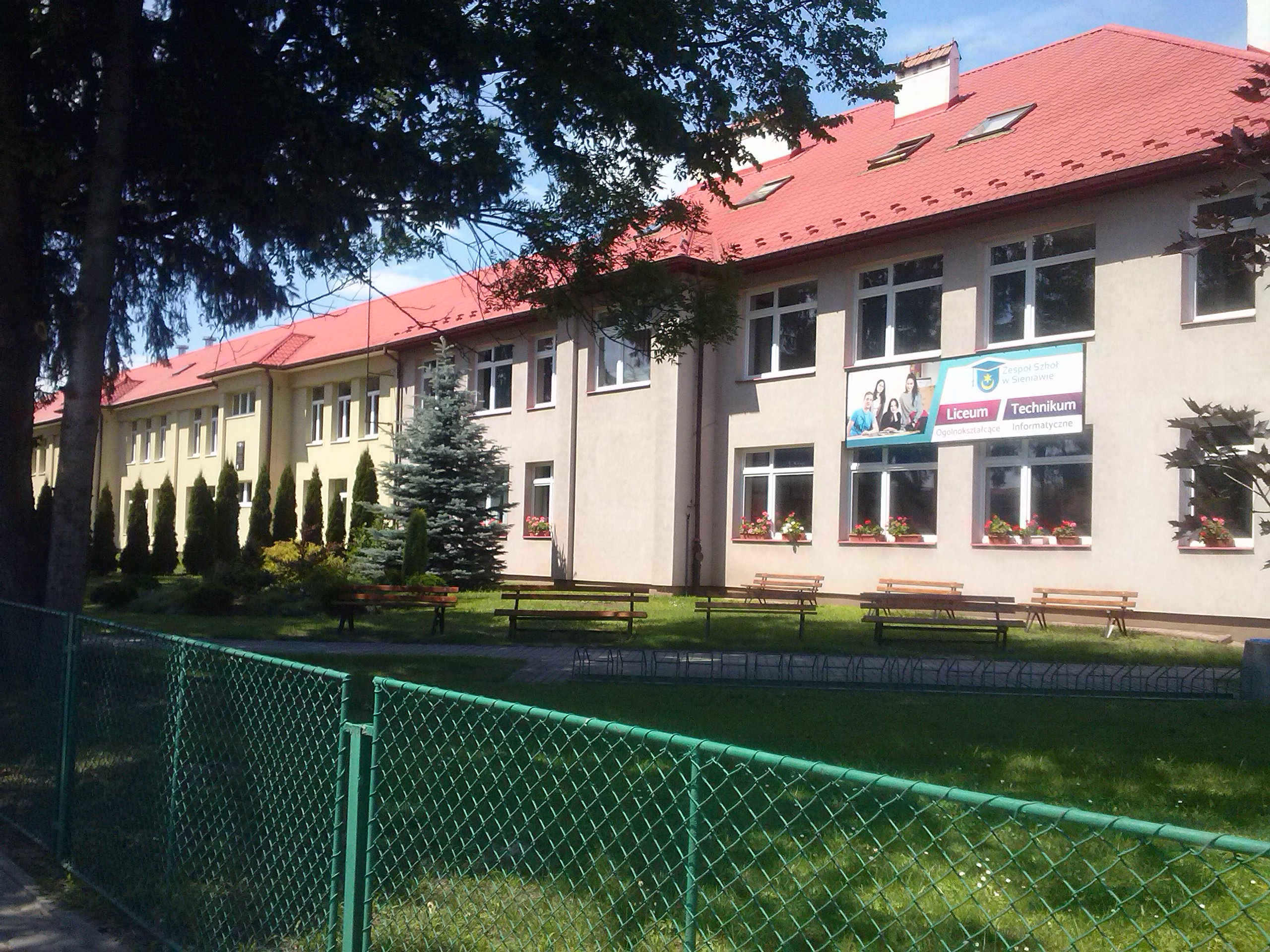
Zespół Szkół w Sieniawie

W Sieniawie działa Zespół Szkół, w skład którego wchodzą: Szkoła Podstawowa im. Tadeusza Kościuszki i Liceum Ogólnokształcące.
W 1765 roku pojawiła się wzmianka o szkółce parafialnej. W 1789 roku z inicjatywy księcia Adama Czartoryskiego została założona szkoła ludowa, która w 1863 roku została przez zaborców austriackich przekształcona na szkołę trywialną. W 1874 roku na mocy ustawy państwowej szkoła stała się publiczna. W 1897 roku powstała oddzielna szkoła żeńska (od tego czasu funkcjonowały dwie szkoły: męska i żeńska). W 1913 roku szkoła męska otrzymała imię księcia Józefa Poniatowskiego, a szkoła żeńska otrzymała imię królowej Jadwigi. W 1926 roku nastąpiło połączenie szkół męskiej i żeńskiej w jedną szkołę 7-klasową.
W 1964 roku oddano do użytku nowy budynek szkolny jako tzw. tysiąclatkę. W 1964 roku powstało w Sieniawie 4-letnie liceum ogólnokształcące. 21 maja 2008 roku szkoła otrzymała nowego patrona Tadeusza Kościuszkę. W 2002 roku powstał Zespół Szkół.

## Demografia
Według GUS z 1 stycznia 2011 miasto miało 2133 mieszkańców.

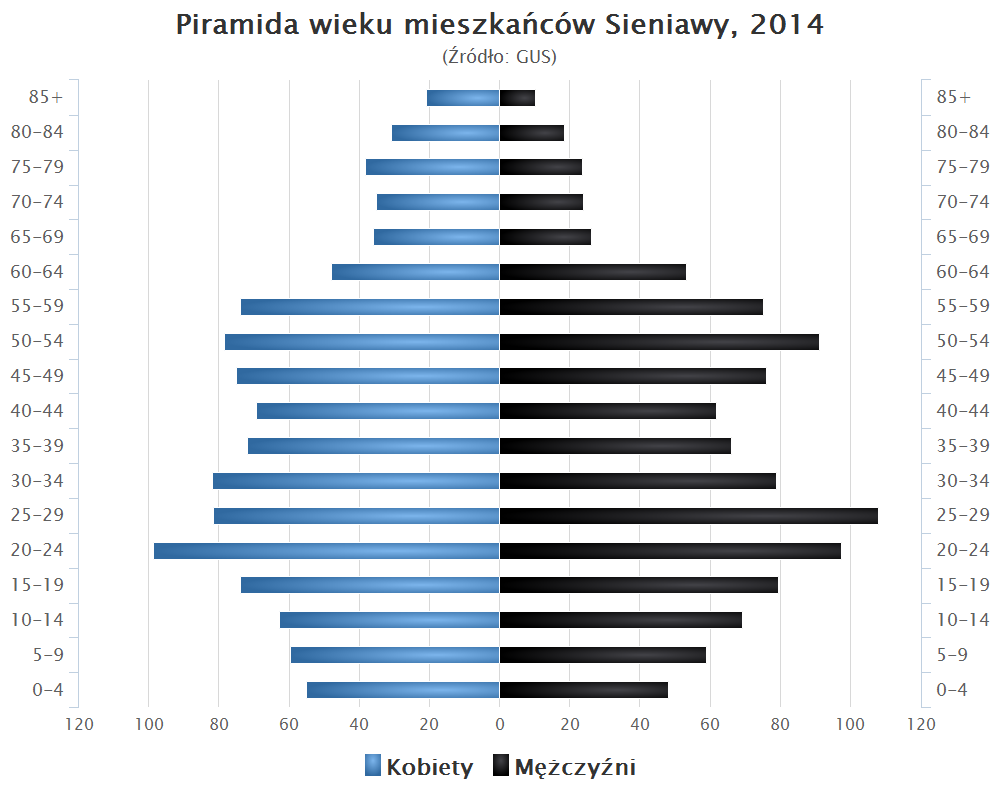
Piramida wieku mieszkańców Sieniawy w 2014 roku

## Zabytki
Zabytki miasta

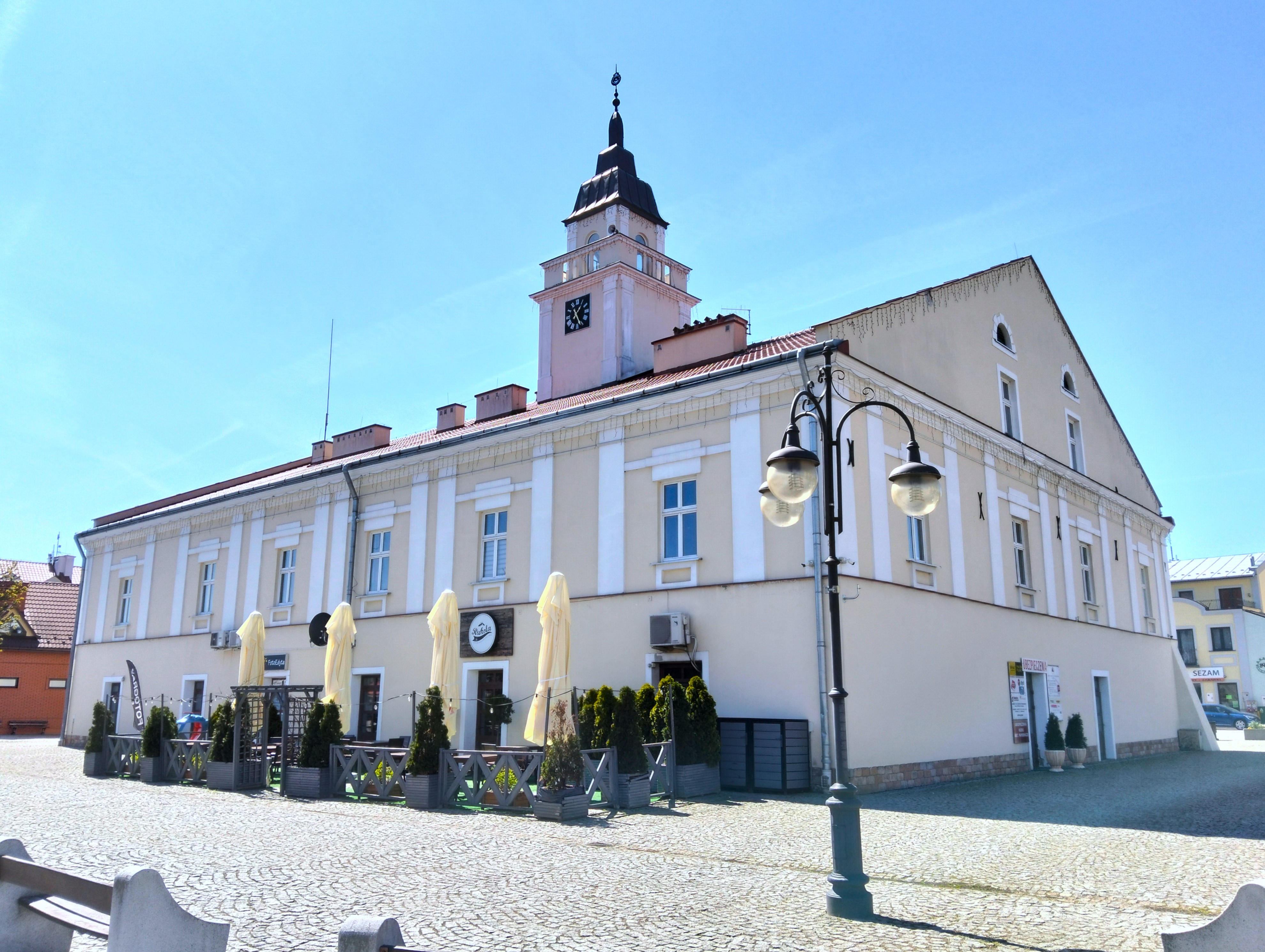
Ratusz miejski na Rynku

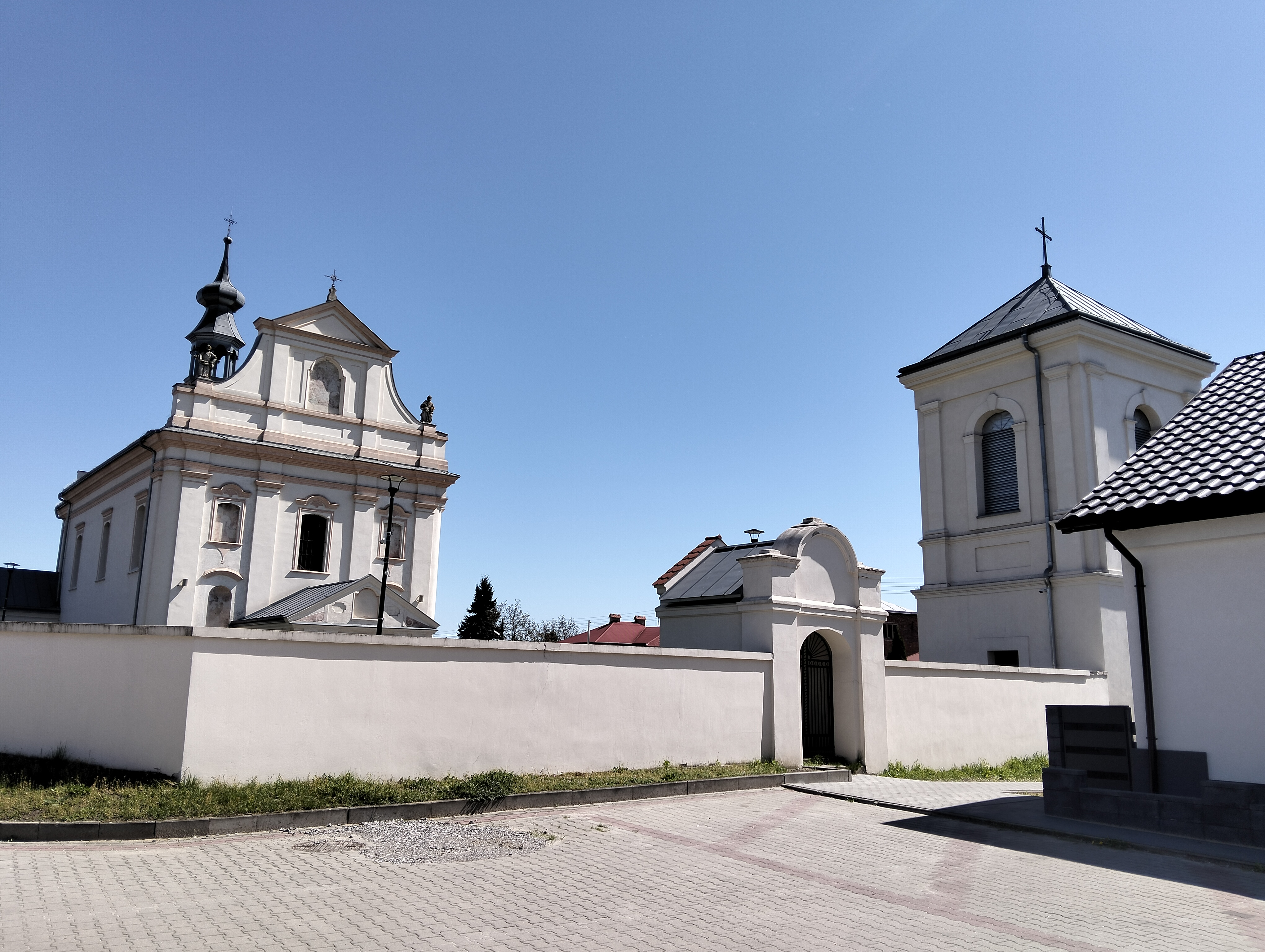
Kościół św. Jana Chrzciciela

- układ urbanistyczny z czasów lokacji miasta (XVII w.)
- zespół pałacowo-parkowy rodziny Czartoryskich
- kościół parafialny Wniebowzięcia Najświętszej Maryi Panny (dawny dominikański w latach 1754–1778); Wystawiony wg projektu Giovanniego Spazzio.
- krypta Czartoryskich. Pod kościołem znajduje się krypta grobowa książąt Czartoryskich, jest tam pochowany m.in. książę Adam Jerzy Czartoryski z żoną. W sierpniu 1865 trumny ze szczątkami księcia oraz jego żony (zmarłej w 1864) przewieziono do Sieniawy, gdzie zostały złożone w rodowej krypcie. Przy kościele dawny klasztor, obecnie plebania z 1754 r. oraz murowana dzwonnica z początków XVIII w.
- dawna cerkiew greckokatolicka pw. św. Jana Chrzciciela (1788–1947 cerkiew greckokatolicka). Świątynia zbudowana w 1753 r. Współcześnie z nią wzniesiono wolno stojącą dzwonnicę. Cerkiew kilkakrotnie niszczona i odbudowywana, remontowana w latach 80. XX w.
- fragmenty murowano-ziemnych fortyfikacji zamkowych (ok. 1664–1680) broniących nieistniejącego już zamku Sieniawskich
- ratusz, murowany piętrowy budynek z II poł. XVII w., zniszczony w czasie II wojny światowej, odbudowany w 1948 r.
- małomiasteczkowa zabudowa (głównie z końca XIX i początków XX w.). Przy rynku część starszych, XVIII-wiecznych domów, przebudowanych w XIX i XX w.
- kirkut z ohelem
- XVIII-wieczny spichlerz
- gmach „Sokoła”
- XIX-wieczny budynek biblioteki[18]

## Wspólnoty wyznaniowe
- Kościół greckokatolicki – parafia Podwyższenia Świętego Krzyża[19]
- Kościół rzymskokatolicki – parafia Wniebowzięcia Najświętszej Maryi Panny[20]

## Transport
Przez miasto przebiegają trzy drogi wojewódzkie:
- droga wojewódzka nr 835, Lublin – Sieniawa – Grabownica Starzeńska
- droga wojewódzka nr 867, Sieniawa – Hrebenne
- droga wojewódzka nr 870, Sieniawa – Jarosław

## Sport
10 maja 1903 roku w Sieniawie założono Polskie Towarzystwo Gimnastyczne „Sokół”. W czasie I wojny światowej członkowie Sieniawskiego „Sokoła” walczyli w Legionach Polskich.
W 1960 roku utworzono klub piłki nożnej – Ludowy Zespół Sportowy. W 1990 roku zmieniono nazwę klubu z LZS Igloopol Sieniawa na Miejski Klub Sportowy Sokół Sieniawa. W latach 2013–2016 klub grał w III lidze lubelsko-podkarpackiej. Od 2018 roku klub ponownie gra w III lidze grupy IV.

## Galeria

Zabytki Sieniawy
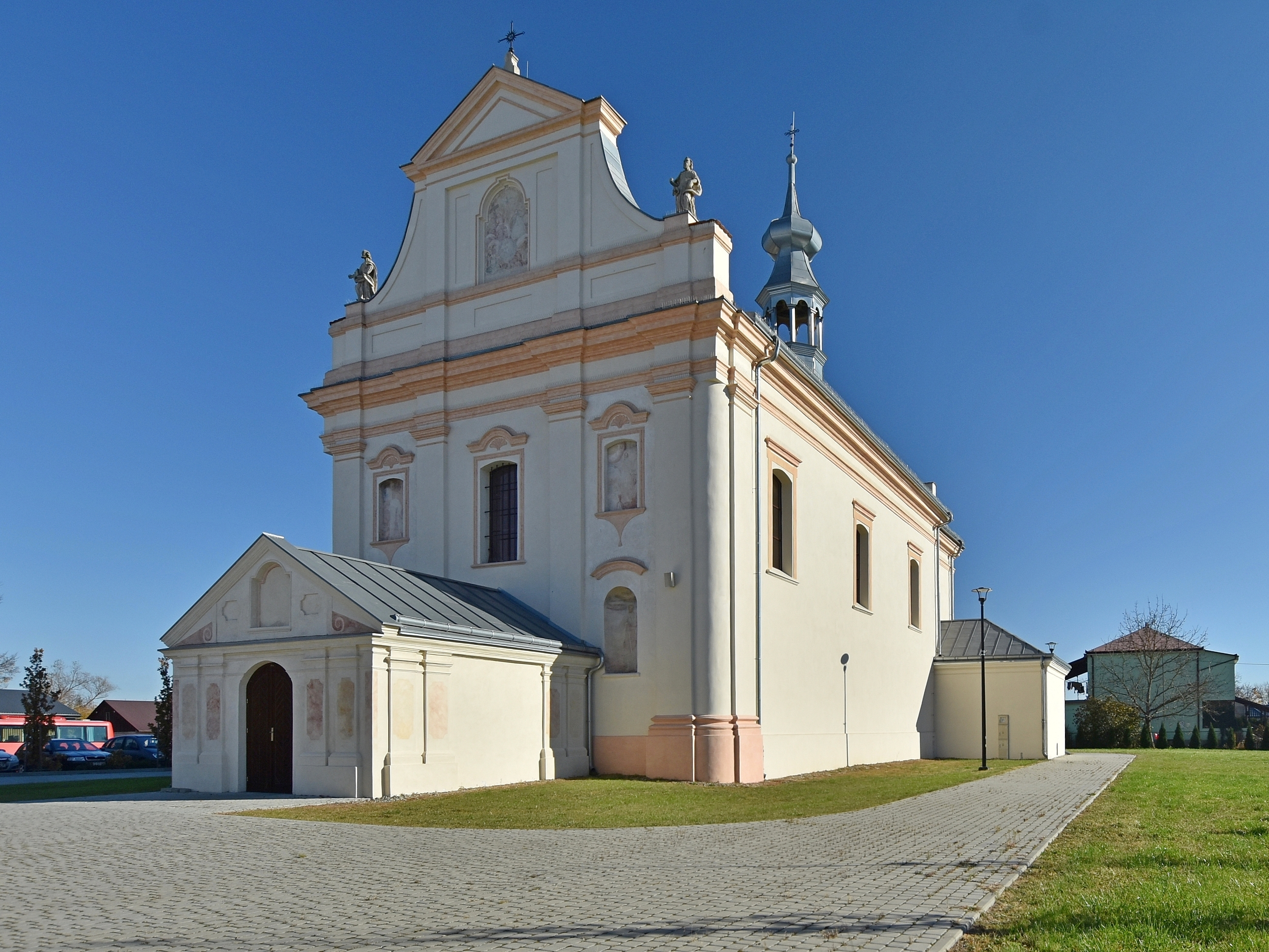
Cerkiew, obecnie dom przedpogrzebowy
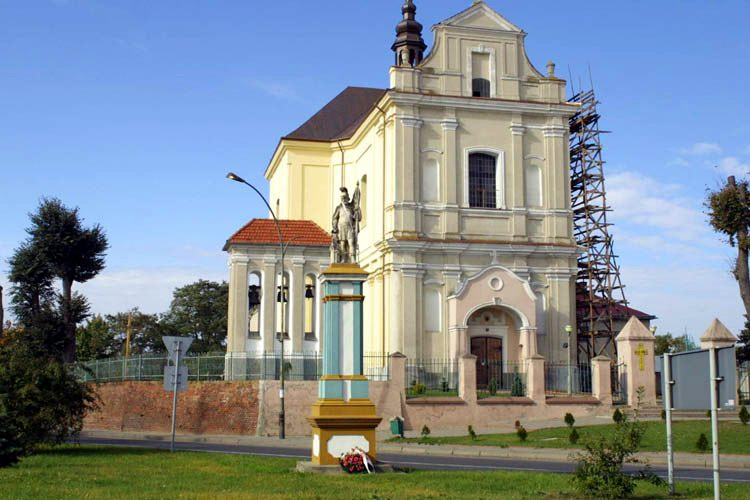
Kościół parafialny pw. NMP
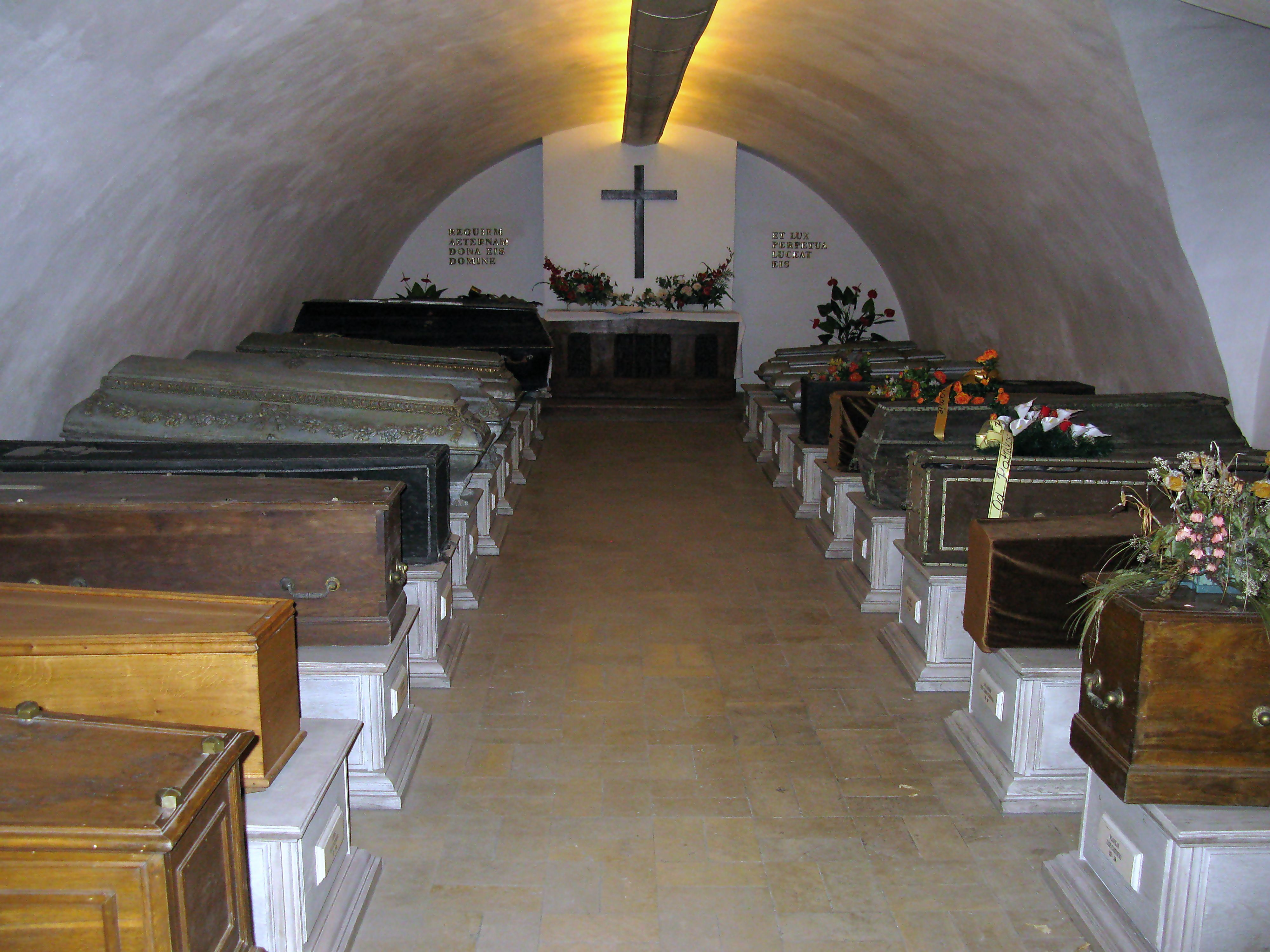
Krypta rodu Czartoryskich
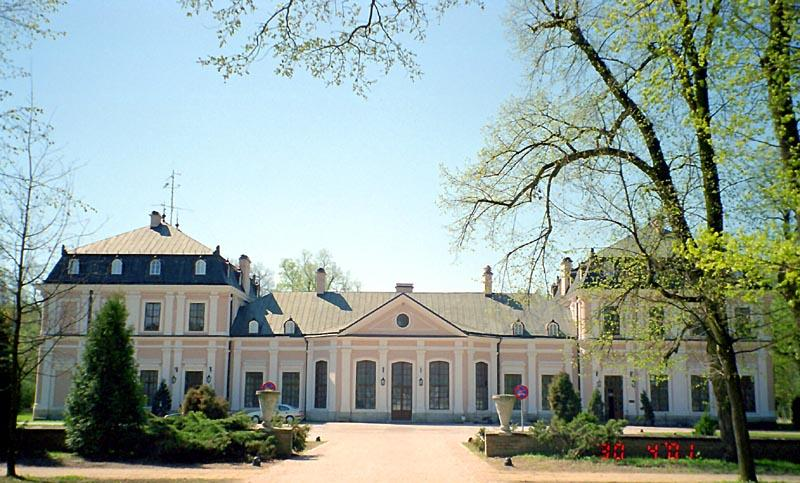
Pałac Czartoryskich